# Geul van de Rassen
De Geul van de Rassen is een betonde vaargeul ten westen van Westkapelle voor de kust van Walcheren in de provincie Zeeland, en is ongeveer 4½ km lang en ongeveer 185 meter (één kabellengte) breed. Het noordeinde van de vaargeul Deurloo gaat over in de Geul van de Rassen en gaat met een boog in noordnoordoostelijke richting verder om aan te sluiten op het Oostgat ter hoogte van Westkapelle. De geul gaat tussen de ondiepten Bankje van Zoutelande en de Rassen door.
Het water is zeewater en heeft een getij.
De vaargeulen Deurloo, Geul van de Rassen, Spleet, Geul van de Walvischstaart zijn te gebruiken door schepen tot en met  CEMT-klasse Va.
De Geul van de Rassen ligt in de Natura 2000-gebieden Voordelta en Vlakte van de Raan.